# Grand Prix of Moscow
Il Gran-Pri Moskvy (in russo Гран-при Москвы?; in inglese Grand Prix of Moscow) è una corsa in linea maschile di ciclismo su strada che si disputa a Mosca, in Russia, ogni anno nel mese di maggio. Nel 2005 è stato inserito nel calendario dell'UCI Europe Tour come evento di classe 1.2.

## Albo d'oro
Aggiornato all'edizione 2015.
| Anno | Vincitore            | Secondo             | Terzo                 |
| ---- | -------------------- | ------------------- | --------------------- |
| 2003 | Valerij Dmitriev     |                     |                       |
| 2004 | Roman Paramonov      | Jurij Trofimov      | Ivan Seledkov         |
| 2005 | Aleksej Šmidt        | Aleksandr Chatuncev | Sergej Kolesnikov     |
| 2006 | Aleksandr Chatuncev  | Jurij Trofimov      | Sergej Kolesnikov     |
| 2007 | Roman Klimov         | Vitalij Kondrut     | Andrej Kljuev         |
| 2008 | Oļegs Meļehs         | Timofej Krickij     | Anatolij Jugov        |
| 2009 | Aleksandr Chatuncev  | Aleksandr Budaragin | Eric Baumann          |
| 2010 | Esad Hasanović       | Valerij Valynin     | Anton Vorobëv         |
| 2011 | Oleksandr Martynenko | Aleksej Catevič     | Aleksandr Serebrjakov |
| 2012 | Vitalij Popkov       | Aleksandr Mironov   | Ivan Stević           |
| 2013 | Ivan Kovalëv         | Leonid Krasnov      | Oleksandr Martynenko  |
| 2014 | Leonid Krasnov       | Andriy Kulyk        | Andris Smirnovs       |
| 2014 | Siarhei Papok        | Ivan Savickij       | Dzmitry Zhyhunou      |
| 2014 |                      |                     |                       |